# Michael Pand
Michael Pand (* 27. Juli 1955 in Hainburg an der Donau; gebürtig: Michael Gspandl) ist ein österreichischer Schauspieler, Schriftsteller, Hörspielautor und Dokumentarfilmer.

## Leben
Im Alter von 17 Jahren verließ Michael Pand das Gymnasiums-Internat HTL Spengergasse und gelangte als Tramper bis Beirut. Nach seiner Rückkehr lebte er in einer Wohngemeinschaft. 1973 bis 1976 hatte er Schauspielunterricht am Max Reinhardt Seminar in Wien. 1977/78 besuchte er, angeregt durch Nastassja Kinski, die ihm von Alexander Zellermayer vorgestellt wurde, das Lee Strasberg Theatre and Film Institute in New York.
Pand gab sein Debüt am Theater an der Wien im Jahr 1973 mit der Titelrolle in Ungers Spartakus. 1974 stand er am Theater am Kärntnertor in Ein Lehrstück in Blut und Rosen auf der Bühne, Regie: Hans Gratzer, 1975 wieder am Theater an der Wien in dem Stück Der Schwan von Ferenc Molnár. 1976 spielte er an den Münchner Kammerspielen in Frühlings Erwachen, 1977 bei den Festspielen Hellbrunn in Marivauxs Die Probe und als Hospitant/Stipendiat 1978 in Groß und Klein von Botho Strauß an der Schaubühne am Halleschen Ufer. 1980 übernahm er an den Hamburger Kammerspielen die Rolle des Andri in Andorra und 1983 in München die des Jürgen Bartsch in seiner Eigenproduktion Das Tier – Der Fall des Jürgen Bartsch. Danach diente er ein Jahr am Theater der Jugend Wien bei Edwin Zbonek.
Er schrieb die Hörspielreihe für Ö1 Die unfreiwillige Weltreise von C.C. Fernberger 1621-1628, von ihm selbst gesprochen. 1981 erhielt Hell genug und trotzdem stockfinster, Regie Bernd Lau, den Hörspielpreis für Kriegsblinde. Als Universitäts-Lektor, thailändisch „Ajarn“, übte er eine Lehrtätigkeit an der Kasetsart- und Silpakorn-Universität in Bangkok aus.
Nach der Lektüre Kritik der zynischen Vernunft von Peter Sloterdijk besuchte Pand dessen Vorlesungen in Wien.
Pand verfasste unter anderem Afghanistan bis Warhol. 19 essayistische Reisetexte. In Thailand, Kambodscha und Vietnam drehte er mehrere Video-Dokumentarfilme. Er lebt abwechselnd im Königreich Thailand und in Wien.  An der Silpakorn-Universität erschien seine Autobiografie Von Hainburg nach Hollywood und retour, die er Prof. Peter Sloterdijk (alias "Goethe postmodern") widmete.

## Filmografie
- 1973: Der Abituriententag
- 1974: Zwischenzeit
- 1975: Perahim – die zweite Chance
- 1975: Kim & Co.
- 1976: Heiße Ware
- 1976: Drei Wege zum See
- 1977: Der Anwalt
- 1978: Der Ringer (The American Success Company)
- 1980: Endstation Freiheit
- 1980: Die schönen Wilden von Ibiza
- 1981: Und das zum 80. Geburtstag
- 1982: Die Stunde der Republikaner
- 1983: Die Krimistunde (Fernsehserie, Folge 4, Episode: "Hinter verschlossenen Türen")
- 1983: Die Tausend-Mark-Sperre (Serie: Die fünfte Jahreszeit)
- 1984: Heiße Tage im Juli
- 1985: Mensch ärgere Dich nicht (Serie: Der Leihopa)
- 1987: Karate Tiger 2 (No Retreat, No Surrender 2: Raging Thunder)
- 1988: Feuerwerk für eine Leiche (Serie: Tatort)
- 1991: Ein Schloß am Wörthersee (Serie)
- 2006: The Elephant King
- 2010: Werner Bootes Imagefilm "Gaston Glock"

## Buchveröffentlichung
- Von Hainburg nach Hollywood und retour, Autobiografie, ISBN 978-616-374-860-7 ไม่พบรายการที่ต้องการค้น, National Library Kingdom of Thailand, auch nur dort sichtbar